# Léonce Bridoux
Léonce Bridoux M. Afr., né le 15 janvier 1852 à Hénin-Liétard et mort le 20 octobre 1890 au Tanganyika, est un missionnaire français qui fut vicaire apostolique dans la région des Grands Lacs en Afrique, aujourd'hui en Tanzanie.

## Biographie
Léonce Bridoux est élève à Saint-François d'Hazebrouck de 1865 à 1871. Il rejoint les Pères blancs en 1873 chez qui il est ordonné le 24 octobre 1874 à Maison-Carrée (Alger); il est professeur au petit séminaire indigène avant son ordination, puis en novembre 1874, à Saint-Laurent-d'Olt. Il est de retour en septembre 1876 à Maison-Carrée pour enseigner l'arabe aux novices et aux scolastiques. Il est nommé secrétaire général en 1887, assistant en 1878. Il dirige à partir de 1878 l'école apostolique de Saint-Eugène, grand séminaire de Carthage des  Pères blancs, puis il est à la tête du noviciat en 1882. Il est nommé vicaire général de la Société en 1883, provincial de Tunisie en 1886, et supérieur du scolasticat.
Mgr Lavigerie, fondateur des Pères blancs (Société des missionnaires d'Afrique) en 1868 et des Sœurs blanches en 1869, en vient à penser qu'il est nécessaire de fonder dans les années 1880 un royaume chrétien indigène avec la dynastie actuelle au pays des Grands Lacs, à l'est de l'Afrique centrale, afin d'offrir un refuge aux populations pourchassées par les bandes esclavagistes de la Corne de l'Afrique, et en particulier du sultanat de Zanzibar et d'en faire un centre de rayonnement pour les chrétiens convertis. Il songe quelque temps aux chevaliers de Malte pour l'aider à organiser des troupes de protection (avec des frères auxiliaires), et laisse Léonce Bridoux travailler sur ce dossier, mais finalement l'idée est abandonnée, le grand maître de l'ordre, Ceschi, étant réticent, car l'ordre avait depuis longtemps abandonné toute fonction militaire. Le royaume, quant à lui, est formé dans les terres de Mpala (en), absorbé ensuite par le Haut-Congo.
Mgr Bridoux succède à Mgr Charbonnier (mort à Karema le 16 mars 1888), comme vicaire apostolique du Tanganyika. Il est nommé évêque titulaire d'Utique (de) et vicaire apostolique le 16 juin 1888, puis sacré évêque par le cardinal Lavigerie le 16 juillet 1888 avec comme coconsécrateurs NNSS Combes et Catteau (évêque de Luçon), dans la chapelle des religieuses de Notre-Dame-de-Sion à Paris. Il embarque à Marseille à destination de Zanzibar le 17 juillet 1888, accompagné de six autres missionnaires, dont le Père Guillermain. Il arrive au lac en janvier 1889. Il confirme le capitaine Joubert dans ses fonctions, insistant sur la limitation des opérations guerrières « aux nécessités strictement défensives. »

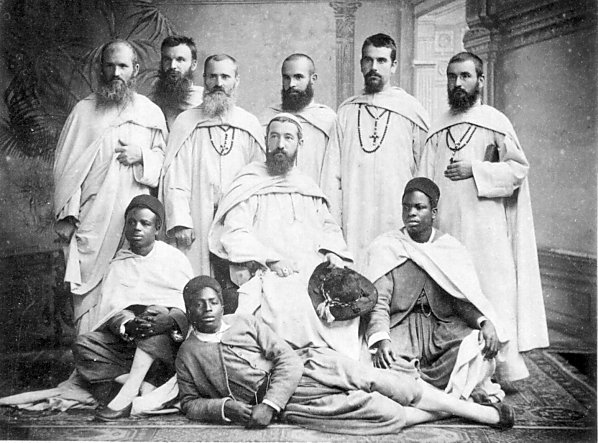
Caravane de 1888, de g. à dr. : Fr. Alexandre Andrieux, P. Édouard Herrebaut, P. Auguste Carmoi, Fr. Pierre Tarteyre, P. August Schynse, P. Antonin Guillermain ; assis Mgr Bridoux, devant les médecins catéchistes Charles Faraghit, Joseph Gatchi et allongé Adrien Atiman

Il visite la station de Kikanga sur la rive occidentale du lac, au nord d'Albertville, mais il est atteint de fièvre hématémique. Il meurt le 20 octobre 1890, âgé seulement de trente-huit ans, après deux ans et trois mois d'épiscopat. Mgr Le Chaptois lui succède.